# Michael D. Higgins
Michael Daniel Higgins (irski: Mícheál D. Ó hUiginn, 18. travnja 1941.) deveti je i trenutni predsjednik Irske. Dužnost predsjednika preuzeo je 11. studenog 2011. nakon pobjede na predsjedničkim izborima u Irskoj. Higgins je irski političar, pjesnik, sociolog i nakladnik. Higgins je bio predsjednik Laburističke stranke sve dok nije dao ostavku pred predsjedničke izbore. Prethodno je bio član Teachta Dále (TD) i ministar umjetnosti, nasljeđa i športa od 1993. do 1997. godine.

## Rani život
Higgins je rođen u Limericku. Kada se zdravlje njegovog oca pogoršalo, na što je utjecaja imao i alkohol, s pet godina ga majka šalje s četverogodišnjom sestrom da žive na farmi njegovog neoženjenog ujaka i ujne u blizini Newmarket on Fergusa u općini Clare. Njegova starija sestra blizanka ostala je živjeti u Limericku. Higgins je sticao obrazovanje u Ballycar National School, u općini Clare; na koledžu St. Flannan's koledžu u Ennisu; Nacionalnom sveučilištu Irske u Galwaju; Sveučilištu Indiana; i Mančesterskom sveučilištu. Od 1964. do 1965. bio je predsjednik studentskog sindikata.
Higgins ima diplomu iz sociologije. U svojoj akademskoj karijeri bio je predavač na Odjelu političkih znanosti na sveučilištu u Galwaju i gostujući profesor na Sveučilištu Južnog Illinoisa. Prestao je raditi kao akademik i potpuno se okrenuo politici.
Higgins je tečni govornik irskog jezika.

## Obiteljski život
Njegova žena, glumica Sabina Coyne, odrasla je u ruralnoj općini Mayo. S vremenom se zainteresirala za kazalište. Higgins upoznaje Coyne 1969. na zabavi novinarke Mary Kenny. Higgins ju je zaprosio na Božić 1973., vjenčali su godinu dana poslije. Imaju četvero djece, Alice Mary, blizance Johna i Michaela Juniora i Daniela.

## Politička karijera

### Seanad i Dáil Éireann
Higgins se pridružio stranci Fianna Fáil dok je bio student u Galawaju; ubrzo je nakon toga prešao u Laburističku stranku. Bio je kandidat laburista na irskim općim izborima 1969. i 1973., no oba puta bez uspjeha. Higgins 1973. postaje član 13. irskog senata kada ga je na taj položaj imenovao Liam Cosgrave. Prvo je izabran u Dáil Éireann na općim izborima 1981 kao član Laburističke stranke. Ponovno dobiva tu dužnost na općim izborima održanim u veljači 1982.; isti položaj gubi već u studenom iste godine i vraća se obnašanju dužnosti u Sentau. Od 1982. do 1983. i od 1991. do 1992. bio je gradonačelnik Galwaya. Bio je jedan od najznačajnijih osoba Laburističke stranke uz Emmeta Stagga.